# Cañon City
Canon City é uma cidade localizada no estado americano do Colorado, no Condado de Fremont.

## Demografia
Segundo o censo americano de 2000, a sua população era de 15.431 habitantes.
Em 2006, foi estimada uma população de 16.124, um aumento de 693 (4.5%).

## Geografia
De acordo com o United States Census Bureau tem uma área de
31,1 km², dos quais 31,1 km² cobertos por terra e 0,0 km² cobertos por água. Canon City localiza-se a aproximadamente 1627 m acima do nível do mar.

## Localidades na vizinhança
O diagrama seguinte representa as localidades num raio de 16 km ao redor de Canon City.